# Championnats du Brésil de cyclisme sur route
Les championnats du Brésil de cyclisme sur route sont organisés tous les ans.

## Hommes

### Podiums de la course en ligne
| Année | Vainqueur               | Deuxième                  | Troisième                 |
| ----- | ----------------------- | ------------------------- | ------------------------- |
| 2000  | Glauber de Souza        | Daniel Rogelim            | José Aparecido dos Santos |
| 2001  | Daniel Rogelim          | José Aparecido dos Santos | Pedro Romero dos Santos   |
| 2002  | pas de course           |                           |                           |
| 2003  | Hernandes Quadri Júnior | Soelito Gohr              | Márcio May                |
| 2004  | Renato Ruiz             | José Aparecido dos Santos | Mauricio Valente          |
| 2005  | Roberson Silva          | Nilceu dos Santos         | Fabiele Mota              |
| 2006  | Soelito Gohr            | Renato Seabra             | Tiago Fiorilli (de)       |
| 2007  | Nilceu dos Santos       | Roberto Pinheiro          | Kléber Ramos              |
| 2008  | Valcemar Silva          | Jean Silva                | André Pulini              |
| 2009  | Flávio Santos           | Maurício Morandi          | Murilo Fischer            |
| 2010  | Murilo Fischer          | Armando Camargo           | Magno Nazaret             |
| 2011  | Murilo Fischer          | Cleberson Weber           | Verinaldo Vandeira        |
| 2012  | Otávio Bulgarelli       | Rafael Andriato           | Fabiele Mota              |
| 2013  | Rodrigo Nascimento      | Alex Diniz                | Alan Maniezzo             |
| 2014  | Antonio Garnero         | Roberto Pinheiro          | Thiago Nardin             |
| 2015  | Everson Camilo          | Jeovane Oliveira          | José Eriberto Rodrigues   |
| 2016  | Flávio Santos           | Kléber Ramos              | Roberto Pinheiro          |
| 2017  | Roberto Pinheiro        | Rodrigo Nascimento        | Caio Godoy                |
| 2018  | Rodrigo Nascimento      | Alessandro Guimarães      | Fernando Finkler          |
| 2019  | Vitor Zucco             | Alessandro Guimarães      | Alex Costa Correia        |
| 2020  | pas de course           |                           |                           |
| 2021  | Kléber Ramos            | Antonio Garnero           | Cristian Egídio           |
| 2022  | Vinicius Rangel         | Cristian Egídio           | Halysson Ferreira         |
| 2023  | Caio Godoy              | Rodrigo Melo              | Kléber Ramos              |
| 2024  | Roberto Pinheiro        | Felipe Marques            | Alessandro Guimarães      |
| 2025  | Otávio Gonzeli          | Cainã Oliveira            | André Gohr                |

Multi-titrés

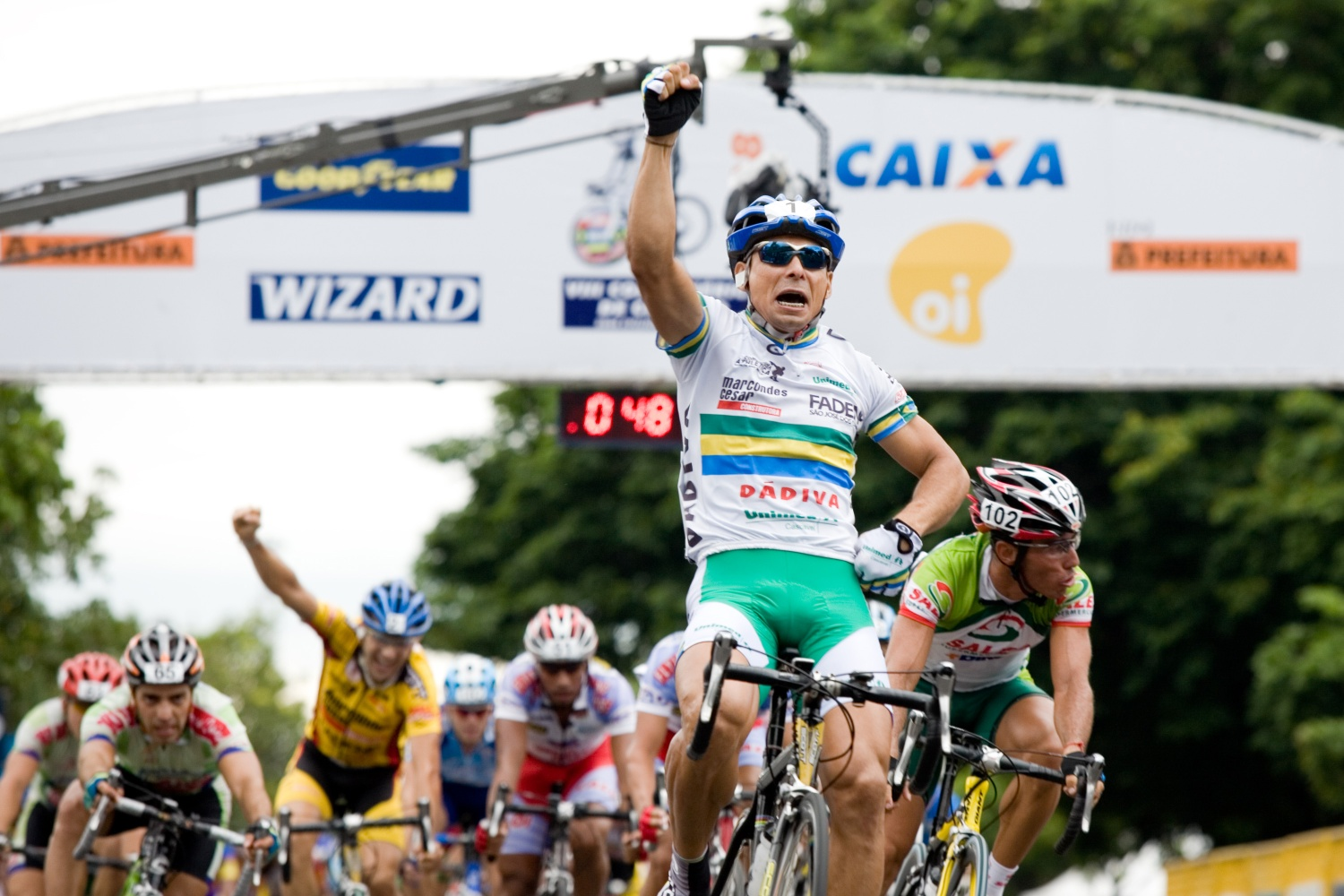
Nilceu dos Santos vainqueur de la Copa América de Ciclismo 2008 avec son maillot de champion du Brésil

- 2 : Flávio Santos, Murilo Fischer, Rodrigo Nascimento, Roberto Pinheiro

### Podiums du contre-la-montre
| Année | Vainqueur          | Deuxième           | Troisième          |
| ----- | ------------------ | ------------------ | ------------------ |
| 2000  | Daniel Gonçalves   | Jefferson Misiake  | Tony Azevedo       |
| 2001  | Cássio Freitas     | Márcio May         | Daniel Gonçalves   |
| 2002  | pas de course      |                    |                    |
| 2003  | Luis Amorim        | Márcio May         | Reginaldo Grellman |
| 2004  | Luis Amorim        | Soelito Gohr       | Elivelton Pedro    |
| 2005  | Pedro Nicácio      | Márcio May         | Luis Amorim        |
| 2006  | Pedro Nicácio      | Luis Amorim        | Magno Nazaret      |
| 2007  | Pedro Nicácio      | Itamar Calado      | Edson Corradi      |
| 2008  | Cleberson Weber    | Pedro Nicácio      | Rodrigo Nascimento |
| 2009  | Rodrigo Nascimento | Marcos Novello     | Luis Amorim        |
| 2010  | Luis Amorim        | Pedro Nicácio      | Magno Nazaret      |
| 2011  | Magno Nazaret      | Carlos Manarelli   | Rafael Gasparini   |
| 2012  | Luis Amorim        | Patrick Oyakaua    | Flávio Santos      |
| 2013  | Luis Amorim        | Magno Nazaret      | Rodrigo Nascimento |
| 2014  | Pedro Nicácio      | Rodrigo Nascimento | Luis Amorim        |
| 2015  | Magno Nazaret      | Marcos Novello     | Rodrigo Nascimento |
| 2016  | Rodrigo Nascimento | Marcos Novello     | Luis Amorim        |
| 2017  | Magno Nazaret      | Cristian Egídio    | Maurício Knapp     |
| 2018  | Lauro Chaman       | Cristian Egídio    | Flávio Santos      |
| 2019  | André Gohr         | Cristian Egídio    | Rodrigo Nascimento |
| 2020  | pas de course      |                    |                    |
| 2021  | Lauro Chaman       | Cristian Egídio    | André Gohr         |
| 2022  | Lauro Chaman       | Cristian Egídio    | Vinicius Rangel    |
| 2023  | Diego Mendes       | Lauro Chaman       | Carlos Manarelli   |
| 2024  | Diego Mendes       | João Pedro Rossi   | André Gohr         |
| 2025  | João Pedro Rossi   | Gabriel Metzger    | Diego Mendes       |

Multi-titrés
- 5 : Luis Amorim
- 4 : Pedro Nicácio
- 3 : Magno Nazaret, Lauro Chaman

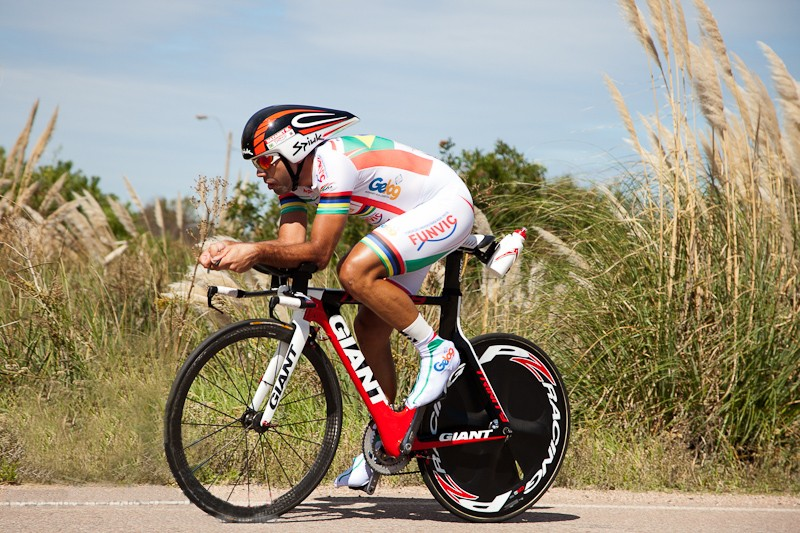
Magno Nazaret vêtu du maillot de champion du Brésil du contre-la-montre lors du Tour d'Uruguay 2012

- 2 : Rodrigo Nascimento, Diego Mendes

## Femmes

### Podiums de la course en ligne
| Année                                                         | Vainqueur                          | Deuxième                           | Troisième                 |                  |
| ------------------------------------------------------------- | ---------------------------------- | ---------------------------------- | ------------------------- | ---------------- |
| 2000                                                          | Carla Camargo Gardenal             | Cleonides Duarte de Lima           | Vera Lang                 |                  |
| 2001                                                          | Carla Camargo Gardenal             | Vera Lang                          | Cleonides Duarte de Lima  |                  |
| '"`UNIQ--templatestyles-00000024-QINU`"'Pas de course en 2002 |                                    |                                    |                           |                  |
| 2002                                                          | Rosane Kirch                       | Patricia Siqueira Moreira          | Maria Luzia Evangelista   |                  |
| 2003                                                          | Uênia Fernandes Da Souza           | Maria Luzia Evangelista            | Lair Da Silva Guerra      |                  |
| 2004                                                          | annulé/abandonné                   | annulé/abandonné                   | annulé/abandonné          | annulé/abandonné |
| 2005                                                          | Clemilda Fernandes                 | Luciene Ferreira                   | Patricia Siqueira Moreira |                  |
| 2006                                                          | Erika Fernanda Gramiscelli         | Valquiria Alessandra Bento Pardial | Clemilda Fernandes        |                  |
| 2007                                                          | Valquiria Alessandra Bento Pardial | Janildes Fernandes                 | Luciene Ferreira          |                  |
| 2008                                                          | Clemilda Fernandes                 | Luciene Ferreira                   | Uênia Fernandes Da Souza  |                  |
| 2009                                                          | Janildes Fernandes                 | Clemilda Fernandes                 | Debora Cristina Gerhard   |                  |
| 2010                                                          | Janildes Fernandes                 | Debora Cristina Gerhard            | Fernanda da Silva         |                  |
| 2011                                                          | Tatiani Cristina Oliveira Lobo     | Janildes Fernandes                 | Luciene Ferreira          |                  |
| 2012                                                          | Luciene Ferreira                   | Camila Coelho Ferreira             | Flávia Oliveira           |                  |
| 2013                                                          | Luciene Ferreira                   | Clemilda Fernandes                 | Flávia Oliveira           |                  |
| 2014                                                          | Marcia Fernandes                   | Flávia Oliveira                    | Luciene Ferreira          |                  |
| 2015                                                          | Clemilda Fernandes                 | Luciene Ferreira                   | Flávia Oliveira           |                  |
| 2016                                                          | Clemilda Fernandes                 | Ana Paula Polegatch                | Taise Maiara Benato       |                  |
| 2017                                                          | Clemilda Fernandes                 | Ana Paula Polegatch                | Marcia Fernandes          |                  |
| 2018                                                          | Flávia Oliveira                    | Tatielle Valadares Souza           | Camila Coelho Ferreira    |                  |
| 2019                                                          | Danilas Silva                      | Flávia Oliveira                    | Cristiane Pereira Silva   |                  |
| 2020                                                          | annulé/abandonné                   | annulé/abandonné                   | annulé/abandonné          | annulé/abandonné |
| 2021                                                          | Ana Paula Polegatch                | Adriele Alves Mendes               | Taise Maiara Benato       |                  |
| 2022                                                          | Aline Mariga                       | Wellyda Rodrigues                  | Talita Luz Oliveira       |                  |
| 2023                                                          | Ana Vitória Magalhães              | Ana Paula Casetta                  | Wellyda Rodrigues         |                  |
| 2024                                                          | Tamires Fanny Radatz               | Taise Maiara Benato                | Marcia Fernandes          |                  |

### Podiums du contre-la-montre
| Année | Vainqueur                          | Deuxième                      | Troisième                          |                  |
| ----- | ---------------------------------- | ----------------------------- | ---------------------------------- | ---------------- |
| 2000  | Maria Lucilene Silva               | Flávia Oliveira               | Carla Camargo Gardenal             |                  |
| 2001  | Maria Luzia Evangelista            | Rosane Kirch                  | Flávia Oliveira                    |                  |
| 2002  | Rosane Kirch                       | Maria Luzia Evangelista       | Luciane Tiyomi Yajima              |                  |
| 2003  | Maria Luzia Evangelista            | Maria Lucilene Silva          | Patricia Siqueira Moreira          |                  |
| 2004  | annulé/abandonné                   | annulé/abandonné              | annulé/abandonné                   | annulé/abandonné |
| 2005  | Camila Pinheiro Monteiro Rodrigues | Luciene Ferreira              | Carla Camargo Gardenal             |                  |
| 2006  | Debora Cristina Gerhard            | Luciene Ferreira              |                                    |                  |
| 2007  | Janildes Fernandes                 | Natalia Santana Lima          | Camila Pinheiro Monteiro Rodrigues |                  |
| 2008  | Camila Pinheiro Monteiro Rodrigues | Aline Fernandes Paiva Paroliz | Janildes Fernandes                 |                  |
| 2009  | Aline Fernandes Paiva Paroliz      | Cristiane Pereira Silva       | Natalia Santana Lima               |                  |
| 2010  | Debora Cristina Gerhard            | Aline Fernandes Paiva Paroliz | Fernanda da Silva                  |                  |
| 2011  | Luciene Ferreira                   | Rosane Kirch                  | Janildes Fernandes                 |                  |
| 2012  | Luciene Ferreira                   | Uênia Fernandes Da Souza      | Ana Paula Polegatch                |                  |
| 2013  | Clemilda Fernandes                 | Fernanda da Silva             | Luciene Ferreira                   |                  |
| 2014  | Ana Paula Polegatch                | Clemilda Fernandes            | Janildes Fernandes                 |                  |
| 2015  | Daniela Lionco                     | Ana Paula Polegatch           | Flávia Oliveira                    |                  |
| 2016  | Clemilda Fernandes                 | Ana Paula Polegatch           | Cristiane Pereira Silva            |                  |
| 2017  | Ana Paula Polegatch                | Clemilda Fernandes            | Cristiane Pereira Silva            |                  |
| 2018  | Tamires Fanny Radatz               | Ana Paula Polegatch           | Flávia Oliveira                    |                  |
| 2019  | Tamires Fanny Radatz               | Flávia Oliveira               | Ana Paula Polegatch                |                  |
| 2020  | annulé/abandonné                   | annulé/abandonné              | annulé/abandonné                   | annulé/abandonné |
| 2021  | Ana Paula Polegatch                | Taise Maiara Benato           | Tamires Fanny Radatz               |                  |
| 2022  | Ana Paula Polegatch                | Tamires Fanny Radatz          | Taise Maiara Benato                |                  |
| 2023  | Ana Paula Polegatch                | Mariana Borges                | Taise Maiara Benato                |                  |
| 2024  | Ana Vitória Magalhães              | Tamires Fanny Radatz          | Aline Mariga                       |                  |

## Espoirs Hommes

### Podiums de la course en ligne
| Année | Vainqueur         | Deuxième            | Troisième              |
| ----- | ----------------- | ------------------- | ---------------------- |
| 2004  | Alex Arseno       | Jair Santos         | Tiago Fiorilli         |
| 2005  | Breno Sidoti      | Tiago Fiorilli      | Alex Diniz             |
| 2011  | Carlos Manarelli  | Edson Ponciano      | William Chiarello (nl) |
| 2012  | Joel Prado Júnior | Emerson Santos      | André Almeida          |
| 2013  | Joao Gaspar       | André Almeida       | Carlos Santos          |
| 2014  | Marcelo Dill      | André Almeida       | Antônio Nascimento     |
| 2015  | Rodrigo Quirino   | Fernando Finkler    | Eduardo Pini           |
| 2016  | Caio Godoy        | Rafael Rosa         | Victor Souza           |
| 2017  | Caio Godoy        | Raphael Pires       | Gabriel Silva          |
| 2018  | Fernando Finkler  | Leonardo Finkler    | Gabriel Silva          |
| 2019  | Vito Zucco        | Pedro Rossi         | Samuel Estachera       |
| 2020  | pas de course     |                     |                        |
| 2021  | Igor Molina       | Orlando Neto        | Pedro Leme             |
| 2022  | Vinicius Rangel   | Pedro Leme          | Felipe Ronzani         |
| 2023  | Pedro Leme        | Victor Paula        | Vitor Pompeu           |
| 2024  | Wilson Sousa      | Otávio Gonzeli      | Pedro Henrique Kunst   |
| 2025  | Vinicius Santos   | João Vitor da Silva | Endril Lima            |

Multi-titrés
- 2 : Caio Godoy

### Podiums du contre-la-montre
| Année | Vainqueur           | Deuxième               | Troisième           |
| ----- | ------------------- | ---------------------- | ------------------- |
| 2005  | Breno Sidoti        | Walter Ribeiro Júnior  | Magno Nazaret       |
| 2009  | Patrick Oyakaua     | Thiago Nardin          | Cristian Egídio     |
| 2010  | Thiago Nardin       | Tiego Justo            | Patrick Oyakaua     |
| 2011  | Carlos Manarelli    | Rafael Gasparini       | Joel Prado Júnior   |
| 2012  | Murilo Affonso      | William Chiarello (nl) | Joel Prado Júnior   |
| 2013  | André Almeida       | William Chiarello (nl) | Felipe Nardin       |
| 2014  | Joel Prado Júnior   | Endrigo Pereira        | Áquila Roux         |
| 2015  | Fernando Finkler    | Lucas Motta            | Endrigo Da Rosa     |
| 2016  | Caio Godoy          | Endrigo Da Rosa        | Lucas Motta         |
| 2017  | André Gohr          | Gabriel Silva          | Caio Godoy          |
| 2018  | André Gohr          | Leonardo Finkler       | Gabriel Silva       |
| 2019  | Gabriel Silva       | Fábio Dalamaria        | Bruno Sá Pinto      |
| 2020  | pas de course       |                        |                     |
| 2021  | João Pedro Rossi    | Pedro Leme             | Otávio Gonzeli      |
| 2022  | Vinicius Rangel     | Pedro Leme             | Gabriel Sousa Silva |
| 2023  | Pedro Leme          | Luan Rodrigues         | Pedro Oliveira      |
| 2024  | Luan Rodrigues      | Victor Paula           | Matheus Keler       |
| 2025  | Gabriel Sousa Silva | Henrique Bravo         | Luiz Bonfim         |

Multi-titrés
- 2 : André Gohr

## Juniors Hommes

### Podiums de la course en ligne
| Année | Vainqueur              | Deuxième                 | Troisième         |
| ----- | ---------------------- | ------------------------ | ----------------- |
| 2009  | William Chiarello (nl) | José Vagner Silva Júnior | Joel Prado Júnior |
| 2010  | Bruno Saraiva          | Rafael Gasparini         | Raul Malaguty     |
| 2011  | Kacio Freitas          | Maique Silva             | Leandro Silva     |
| 2012  | Caio Godoy             | Samuel Gomes             | Bruno da Cruz     |
| 2013  | Lucas Motta            | Alessandro Guimarães     | Jean Baron        |
| 2014  | Vinicius Woitke        | Eduardo Pini             | Lucas Gomes       |
| 2015  | Vitor Gonçalves        | Raphael Pires            | Luis Trevisan     |
| 2016  | Leonardo Finkler       | Victor Ranghetti         | Ricardo Dalamaria |
| 2017  | Luiz Basso             | Gustavo Moreira          | João Pedro Rossi  |
| 2018  | Davidson Ouvidor       | Vinicius Rangel          | Sérgio Santos     |
| 2019  | Gustavo Xavier         | Ygor Fernandes           | Marcelo Godin     |
| 2020  | pas de course          |                          |                   |
| 2021  | Vitor Prado            | Felipe Alencar           | Gustavo Pepinelli |
| 2022  | Victor Pereira         | João Silva               | Julio Silva       |
| 2023  | Vitor Tofanini         | Sergio Armacolo          | Luiz Bomfim       |
| 2024  | Guilherme Lino         | Luiz Bonfim              | Henrique Bravo    |

### Podiums du contre-la-montre
| Année | Vainqueur        | Deuxième                   | Troisième               |
| ----- | ---------------- | -------------------------- | ----------------------- |
| 2009  | Douglas Neto     | Murilo Affonso             | Maurício Knapp          |
| 2010  | Leandro Silva    | Dieferson Borges           | Luiz Cocuzzi (en)       |
| 2011  | Leandro Silva    | Kacio Freitas              | Gilmar Batista          |
| 2012  | Douglas Ribeiro  | Áquila Roux                | Gustavo Amendola        |
| 2013  | André Gohr       | Caio Godoy                 | Áquila Roux             |
| 2014  | Lucas Gomes      | André Gohr                 | Vitor Gonçalves         |
| 2015  | Raphael Pires    | Vitor Gonçalves            | Rafael Pattero          |
| 2016  | Leonardo Finkler | Otavio Henrique dos Santos | Rafael Braga            |
| 2017  | Luiz Flauzino    | João Pedro Rossi           | Matheus Thomaz          |
| 2018  | Gustavo Xavier   | Vinicius Rangel            | Pedro Leme              |
| 2019  | Gustavo Xavier   | Gabriel Metzger            | Antony Alves dos Santos |
| 2020  | pas de course    |                            |                         |
| 2021  | Pedro Oliveira   | Jaisson Bresolin           | Victor Paula            |
| 2022  | Pedro Oliveira   | Andrey André               | Lucas dos Santos        |
| 2023  | Pedro Kunst      | Luiz Bonfim                | Lucas dos Santos        |
| 2024  | Luiz Bonfim      | Henrique Bravo             | Matheus Constantino     |

Multi-titrés
- 2 : Leandro Silva, Gustavo Xavier, Pedro Oliveira